# Baron Raglan

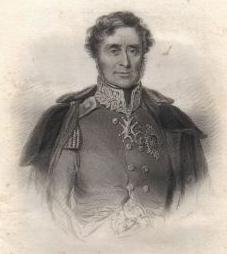
Fitzroy Somerset, 1. Baron Raglan

Wappen der Barone Raglan

Baron Raglan, of Raglan in the County of Monmouth, ist ein erblicher britischer Adelstitel in der Peerage of the United Kingdom.
Familiensitz der Barone ist Cefntilla Court bei Usk in Monmouthshire.

## Verleihung
Der Titel wurde am 20. Oktober 1852 für den General und Parlamentsabgeordneten Fitzroy Somerset, den jüngsten Sohn von Henry Somerset, 5. Duke of Beaufort, geschaffen. Dieser erhielt den Titel, unmittelbar bevor er Oberkommandierender der britischen Truppen im Krimkrieg wurde. Er starb noch während des Krieges.

## Liste der Barone Raglan (1852)
- FitzRoy James Henry Somerset, 1. Baron Raglan (1788–1855)
- Richard Henry FitzRoy Somerset, 2. Baron Raglan (1817–1884)
- George FitzRoy Henry Somerset, 3. Baron Raglan (1857–1921)
- FitzRoy Richard Somerset, 4. Baron Raglan (1885–1964)
- FitzRoy John Somerset, 5. Baron Raglan (1927–2010)
- Geoffrey Somerset, 6. Baron Raglan (* 1932)

Titelerbe (Heir apparent) ist der Enkel des jetzigen Barons, Hon. Inigo Arthur Fitzroy Somerset (* 2004).